# NGC 5827
NGC 5827 é uma galáxia espiral (S?) localizada na direcção da constelação de Boötes. Possui uma declinação de +25° 57' 51" e uma ascensão recta de 15 horas, 01 minutos e 53,5 segundos.
A galáxia NGC 5827 foi descoberta em 8 de Junho de 1880 por Édouard Jean-Marie Stephan.